# Вач
Вач (санскр. वाच्, IAST: vāc, букв. «речь», «слово») или Вак — в индийской мифологии богиня речи, персонификация речи.
В «Ригведе» Вач посвящён один гимн (РВ X, 125), в котором её имя прямо не называется, но делаются постоянные звуковые намёки на имя богини. Она сама считается, по анукрамани, автором этого гимна-самовосхваления. Местом обитания Вач называются — небо, земля, вода, море; она достигает всех миров, выше неба и шире земли. Часто богиня выступает как владычица богатств; она наделяет ими тех, кого любит, а также помогает им стать сильным, мудрым, брахманом или риши. Именно Вач рождает споры среди людей. Она связана с Индрой, Митрой, Варуной, Агни, Сомой и другими богами, является их царицей, называется божественной, созданной богами.
Но полноценным персонажем, участвующим в сюжетах и имеющим родственные связи, Вач становится в период после «Ригведы». В «Атхарваведе» она отождествлена с Вирадж и является дочерью Камы. Но следуя мнению Саяны, Вач является дочерью риши Амбхрины. Уже со времён «Атхарва-веды» Вач связана с космогоническими деяниями. Так, в «Шатапатха-брахмане» она одна из жён Праджапати, сотворившего воды с её помощью; Вишвакарман носит эпитет Вачаспати, то есть «владыка речи»; в «Махабхарате» и «Тайттирия-брахмане» она — матерь Вед.
В эпический период Вач превращается в богиню мудрости и красноречия; она отождествляется с Сарасвати, рекой и речной богиней, и считается женой Брахмы. Отцом её считается тот же Брахма («Бхагавата-пурана») либо Дакша («Падма-пурана»). Самый известный сюжет с участием богини состоит в том, что гандхарвы похищают Сому, которого боги и риши выкупают уже ценой Вач, по её собственному предложению превращённой для этого в женщину.